# Derby tunisois
Le derby tunisois oppose les deux grands clubs de football de Tunis, capitale de la Tunisie, que sont l'Espérance sportive de Tunis et le Club africain,. Il existe également le « derbietto » qui oppose l'un de ces deux clubs au troisième club de Tunis, le Stade tunisien.
Chacune de ces deux équipes représente un quartier de la ville : Bab Souika pour l'Espérance sportive de Tunis et Bab Jedid pour le Club africain. Le Stade tunisien est pour sa part basé au Bardo.
Organisé auparavant au stade Chedly-Zouiten puis au stade olympique d'El Menzah, il se tient depuis 2001 au stade olympique de Radès, par mesure de sécurité et du fait de la capacité plus importante du stade.

## Historique
Les derbies entre le Club africain et l'Espérance sportive de Tunis (EST) commencent lors de la saison 1923-1924, lorsque le Club africain rejoint l'EST en deuxième série (promotion 1) : le premier derby officiel, qui a lieu le 23 mars 1924 à l'Ariana pour le compte de la cinquième journée du championnat de la deuxième série, est remporté par le Club africain (3-0). Le premier derby en coupe de Tunisie, qui a lieu le 10 octobre 1926 au Vélodrome à l'occasion des seizièmes de finale, est remporté par le Club africain (1-0). Dans le cadre des compétitions de coupe de Tunisie, six derbys ont opposé les deux équipes avant l'indépendance : l'un est remporté par le Club africain en 1926, l'un se termine par un nul et quatre par une victoire de l'Espérance sportive de Tunis dont deux en demi-finale, en 1939 et 1947-1948.

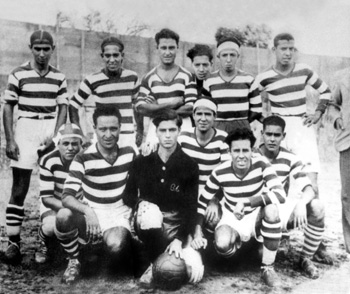
Joueurs du Club africain en 1934.

Les deux équipes entrent en compétition directe dès le printemps 1933 et évoluent dès lors dans la même division, à l'exception d'une saison, la rivalité sportive et la concurrence entre elles prenant le dessus sur toute volonté de fusion. C'est à cette période que, compétition oblige, se forgent les images tronquées ou pour le moins orientées ou manipulées d'un club citadin et aristocrate pour le Club africain, solidement ancré dans son fief de Bab Jedid, à l'opposé de son adversaire se disant plus populaire et allant s'installer à Bab Souika. Si cette vision se développe à partir des profils des dirigeants des deux clubs, les clubistes comptant assurément plus de beldis parmi leurs rangs, aucune base ne l'étaye ni ne vient confirmer cette différence. Au contraire, les joueurs du Club africain sont, de tous temps, d'origines sociales et géographiques diverses et il en va de même pour leurs partisans.
Le Club africain et l'EST jouent ensemble au sein de l'élite à partir de la saison 1937-1938, l'EST ayant assuré son accession à la première série à l'issue de la saison 1935-1936, le Club africain l'ayant rejoint un an plus tard. Le premier derby en Ligue I a lieu le 26 septembre 1937, lors de la deuxième journée de la saison 1937-1938, et se termine sur un score nul (1-1).
Le 13 novembre 1955, le clubiste Mounir Kebaili inscrit à la 65e minute le premier but de l'histoire du derby depuis l'indépendance du pays, son coéquipier Ridha Meddeb doublant la mise à la 71e et permettant à son club de s'imposer sur le score de 2 à 0 contre l'Espérance sportive de Tunis ; le match est interrompu à la 85e minute à la suite de l'abandon du terrain par les joueurs de ce dernier club.
En 1969, les deux clubs se retrouvent pour la première fois en finale de la coupe de Tunisie : le Club africain s'impose sur un score de 2 à 0 grâce aux buts marqués par Abderrahmane Rahmouni et Tahar Chaïbi. L'année suivante, alors que le Club africain mène 1-0 à la mi-temps, les joueurs de l'Espérance sportive de Tunis décident de ne pas revenir sur le terrain pour la seconde mi-temps à la suite d'un corner litigieux sifflé par l'arbitre à la 41e minute ; la FTF décide de rejouer le match qui voit le Club africain s'imposer sur le score de 1 à 0.
Le 5 mai 1985, le Club africain remporte le match sur le score de 5 à 1, affligeant à son adversaire sa seconde plus large défaite lors d'un derby après celle de 1978 qui s'est soldée par un score de 5 à 2.
En 1995, alors que l'Espérance sportive de Tunis mène sur un score de 4 à 0 à la 70e minute, l'arbitre expulse le quatrième joueur clubiste et arrête le match.
En 2006, après une longue lutte de 120 minutes, l'Espérance sportive de Tunis s'impose aux tirs au but en finale de la coupe de Tunisie. 

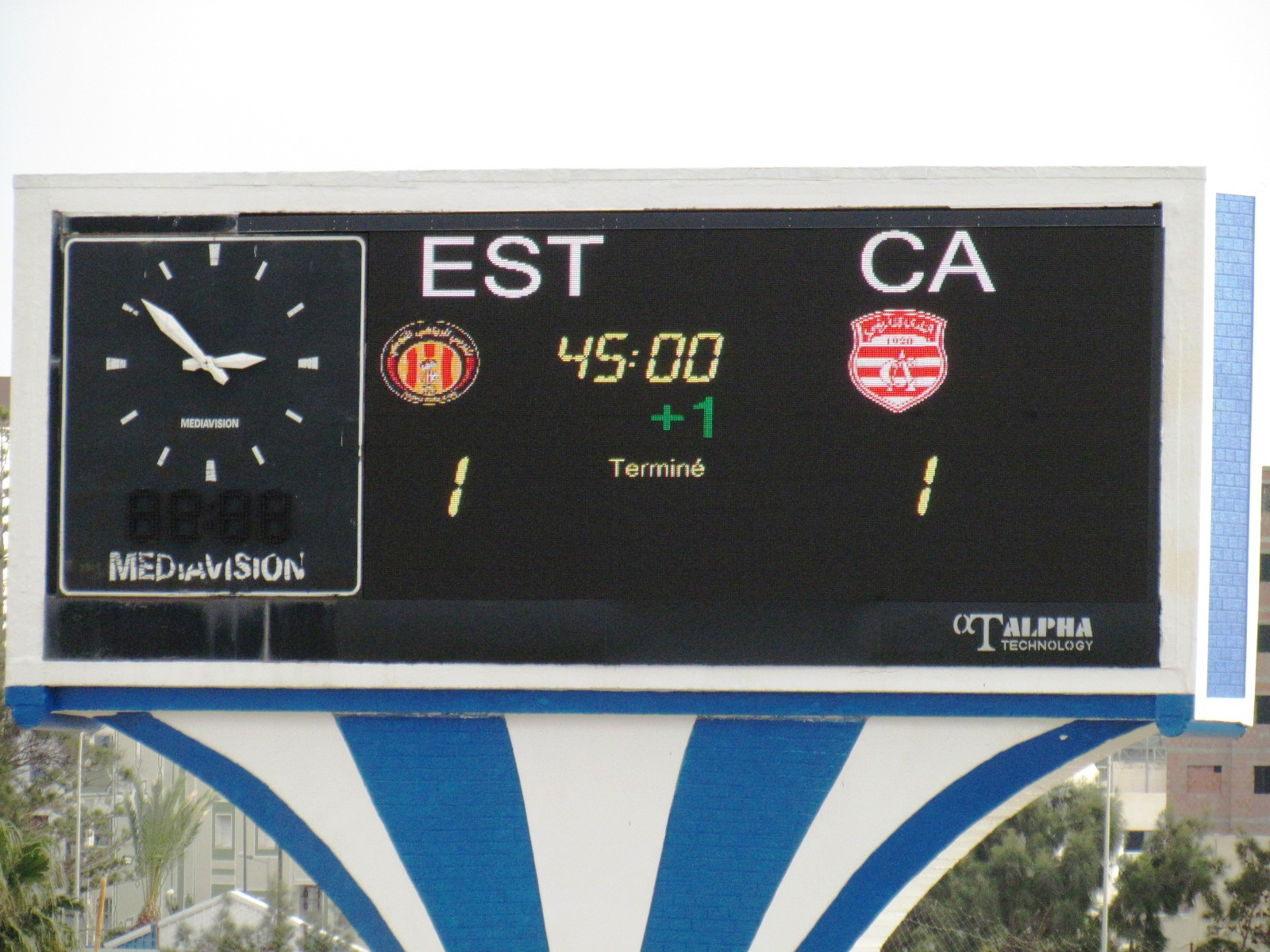
Résultat du match de derby au tableau du stade Mustapha-Ben-Jannet, le 6 janvier 2019.

Le 27 janvier 2007, après dix ans sans victoire, le Club africain s'impose grâce à un but à la 87e de Moussa Pokong.

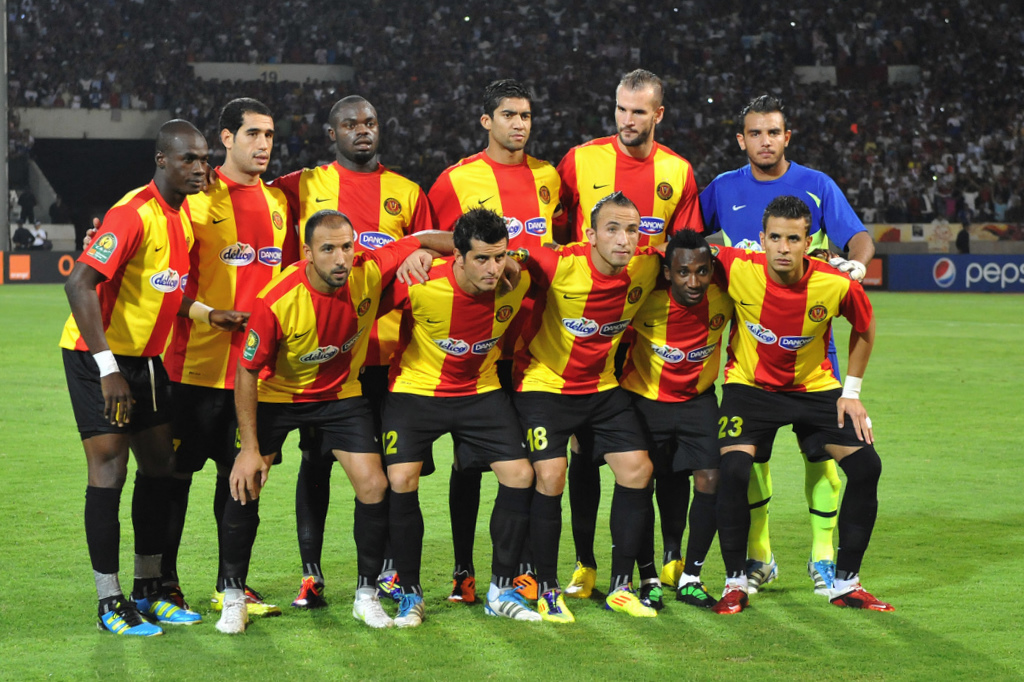
Joueurs de l'Espérance sportive de Tunis en 2011.

Le 1er mai 2010, pour la première fois en championnat, un derby est disputé à huis clos.
La plus longue période sans défaite pour le Club africain a lieu entre les saisons 1937-1938 et 1947-1948 (sept saisons jouées en onze ans, quatre saisons ayant été annulées pour cause de Seconde Guerre mondiale) ; l'EST connaît une telle période entre la saison 1998-1999 et la phase aller de la saison 2006-2007 (8,5 saisons).
Pendant la saison 2014-2015, le derby de la phase retour du championnat, décisif pour départager les deux clubs de la capitale d'une part et l'Étoile sportive du Sahel d'autre part, se tient le 12 mai 2015. Désigné « derby du siècle » par certains médias tunisiens, le match se solde par la victoire des clubistes, futurs champions de cette saison par un but à zéro.

## Résultats
Les résultats connus des matchs avant l'indépendance, issus de la rubrique sportive du quotidien La Dépêche tunisienne des différentes saisons et de l'ouvrage de Lotfi Zahi, sont les suivants :

### Avant l'indépendance
- Bilan :
  - Nombre de rencontres : 37 (deux résultats non disponibles)
  - Victoires de l'Espérance sportive de Tunis : 17
  - Victoires du Club africain : 8
  - Matchs nuls : 10

- 1923-1924 : Espérance sportive de Tunis - Club africain 0-3
- 1923-1924 : Club africain - Espérance sportive de Tunis 0-3
- 1924-1925 : deux clubs dans des poules différentes
- 1925-1926 : résultats non disponibles
- 1926-1927 : Club africain - Espérance sportive de Tunis 1-1
- 1926-1927 : Espérance sportive de Tunis - Club africain 1-1
- 1927-1928 : Espérance sportive de Tunis - Club africain 2-0
- 1927-1928 : Club africain - Espérance sportive de Tunis 0-2
- 1928-1932 : deux clubs dans des divisions différentes
- 1932-1933 : Espérance sportive de Tunis - Club africain 1-1 (match de barrage)
- 1932-1933 : Club africain - Espérance sportive de Tunis 0-2 (match de barrage)[8]
- 1933-1934 : Espérance sportive de Tunis - Club africain 2-1[9]
- 1933-1934 : Club africain - Espérance sportive de Tunis 0-2[10]
- 1934-1935 : Club africain - Espérance sportive de Tunis 2-0[11]
- 1934-1935 : Espérance sportive de Tunis - Club africain 0-0[12]
- 1935-1936 : Club africain - Espérance sportive de Tunis 0-2
- 1935-1936 : Espérance sportive de Tunis - Club africain 2-1
- 1936-1937 : deux clubs dans des divisions différentes
- 1937-1938 : Club africain - Espérance sportive de Tunis 1-1
- 1937-1938 : Espérance sportive de Tunis - Club africain 1-1
- 1938-1939 : Espérance sportive de Tunis - Club africain 0-1
- 1938-1939 : Club africain - Espérance sportive de Tunis 1-1
- 1939-1940 : pas de compétition
- 1940-1941 : pas de compétition
- 1941-1942 : Espérance sportive de Tunis - Club africain 1-0
- 1941-1942 : Club africain - Espérance sportive de Tunis 2-4
- 1942-1944 : pas de compétition
- 1945-1946 : pas de championnat
- 1946-1947 : Espérance sportive de Tunis - Club africain 1-1[13]
- 1946-1947 : Club africain - Espérance sportive de Tunis 0-0
- 1947-1948 : Club africain - Espérance sportive de Tunis 2-0
- 1947-1948 : Espérance sportive de Tunis - Club africain 0-1
- 1948-1949 : Espérance sportive de Tunis - Club africain 4-3
- 1948-1949 : Club africain - Espérance sportive de Tunis 3-1
- 1949-1950 : Espérance sportive de Tunis - Club africain 0-0
- 1949-1950 : Club africain - Espérance sportive de Tunis 1-0
- 1950-1951 : Club africain - Espérance sportive de Tunis 1-3
- 1950-1951 : Espérance sportive de Tunis - Club africain 2-1
- 1951-1952 : Club africain - Espérance sportive de Tunis 2-2
- 1951-1952 : arrêt de la compétition
- 1952-1953 : boycott du critérium par les deux clubs
- 1953-1954 : Espérance sportive de Tunis - Club africain 2-0
- 1953-1954 : Club africain - Espérance sportive de Tunis 3-4
- 1954-1955 : Espérance sportive de Tunis - Club africain 1-0
- 1954-1955 : Club africain - Espérance sportive de Tunis 3-4

### Championnat FTF
Les résultats du derby depuis la saison 1955-1956 sont les suivants, :
| Saison    | Club à domicile | Score | Club visiteur | Buteur(s) du club à domicile                  | Buteur(s) du club visiteur                             | Stade                       |
| --------- | --------------- | ----- | ------------- | --------------------------------------------- | ------------------------------------------------------ | --------------------------- |
| 1955-1956 | Club africain   | 2 - 1 | ES Tunis      |                                               |                                                        | Stade Chedly-Zouiten        |
| 1955-1956 | ES Tunis        | 2 - 1 | Club africain |                                               |                                                        | Stade Chedly-Zouiten        |
| 1956-1957 | ES Tunis        | 3 - 0 | Club africain |                                               |                                                        | Stade Chedly-Zouiten        |
| 1956-1957 | Club africain   | 1 - 1 | ES Tunis      |                                               |                                                        | Stade Chedly-Zouiten        |
| 1957-1958 | ES Tunis        | 1 - 1 | Club africain |                                               |                                                        | Stade Chedly-Zouiten        |
| 1957-1958 | Club africain   | 0 - 0 | ES Tunis      |                                               |                                                        | Stade Chedly-Zouiten        |
| 1958-1959 | ES Tunis        | 2 - 1 | Club africain |                                               |                                                        | Stade Chedly-Zouiten        |
| 1958-1959 | Club africain   | 1 - 1 | ES Tunis      |                                               |                                                        | Stade Chedly-Zouiten        |
| 1959-1960 | ES Tunis        | 2 - 1 | Club africain |                                               |                                                        | Stade Chedly-Zouiten        |
| 1959-1960 | Club africain   | 2 - 1 | ES Tunis      |                                               |                                                        | Stade Chedly-Zouiten        |
| 1960-1961 | Club africain   | 1 - 2 | ES Tunis      |                                               |                                                        | Stade Chedly-Zouiten        |
| 1960-1961 | Club africain   | 1 - 2 | ES Tunis      |                                               |                                                        | Stade Chedly-Zouiten        |
| 1961-1962 | ES Tunis        | 2 - 1 | Club africain |                                               |                                                        | Stade Chedly-Zouiten        |
| 1961-1962 | Club africain   | 0 - 2 | ES Tunis      |                                               |                                                        | Stade Chedly-Zouiten        |
| 1962-1963 | ES Tunis        | 0 - 0 | Club africain |                                               |                                                        | Stade Chedly-Zouiten        |
| 1962-1963 | Club africain   | 0 - 1 | ES Tunis      |                                               |                                                        | Stade Chedly-Zouiten        |
| 1963-1964 | ES Tunis        | 0 - 0 | Club africain |                                               |                                                        | Stade Chedly-Zouiten        |
| 1963-1964 | ES Tunis        | 2 - 0 | Club africain |                                               |                                                        | Stade Chedly-Zouiten        |
| 1964-1965 | Club africain   | 1 - 1 | ES Tunis      |                                               |                                                        | Stade Chedly-Zouiten        |
| 1964-1965 | ES Tunis        | 1 - 1 | Club africain |                                               |                                                        | Stade Chedly-Zouiten        |
| 1965-1966 | ES Tunis        | 1 - 0 | Club africain |                                               |                                                        | Stade Chedly-Zouiten        |
| 1965-1966 | Club africain   | 2 - 0 | ES Tunis      |                                               |                                                        | Stade Chedly-Zouiten        |
| 1966-1967 | Club africain   | 1 - 1 | ES Tunis      |                                               |                                                        | Stade olympique d'El Menzah |
| 1966-1967 | ES Tunis        | 0 - 0 | Club africain |                                               |                                                        | Stade olympique d'El Menzah |
| 1967-1968 | Club africain   | 1 - 2 | ES Tunis      |                                               |                                                        | Stade olympique d'El Menzah |
| 1967-1968 | ES Tunis        | 0 - 2 | Club africain |                                               |                                                        | Stade olympique d'El Menzah |
| 1968-1969 | Club africain   | 0 - 1 | ES Tunis      |                                               |                                                        | Stade olympique d'El Menzah |
| 1968-1969 | ES Tunis        | 0 - 2 | Club africain |                                               |                                                        | Stade olympique d'El Menzah |
| 1969-1970 | ES Tunis        | 0 - 1 | Club africain |                                               |                                                        | Stade olympique d'El Menzah |
| 1969-1970 | ES Tunis        | 2 - 0 | Club africain |                                               |                                                        | Stade olympique d'El Menzah |
| 1970-1971 | Club africain   | 0 - 1 | ES Tunis      |                                               |                                                        | Stade olympique d'El Menzah |
| 1970-1971 | ES Tunis        | 0 - 0 | Club africain |                                               |                                                        | Stade olympique d'El Menzah |
| 1971-1972 | Club africain   | 0 - 3 | ES Tunis      |                                               |                                                        | Stade olympique d'El Menzah |
| 1971-1972 | ES Tunis        | 0 - 0 | Club africain |                                               |                                                        | Stade olympique d'El Menzah |
| 1972-1973 | Club africain   | 1 - 0 | ES Tunis      |                                               |                                                        | Stade olympique d'El Menzah |
| 1972-1973 | ES Tunis        | 2 - 0 | Club africain |                                               |                                                        | Stade olympique d'El Menzah |
| 1973-1974 | Club africain   | 1 - 2 | ES Tunis      |                                               |                                                        | Stade olympique d'El Menzah |
| 1973-1974 | ES Tunis        | 2 - 0 | Club africain |                                               |                                                        | Stade olympique d'El Menzah |
| 1974-1975 | Club africain   | 1 - 1 | ES Tunis      |                                               |                                                        | Stade olympique d'El Menzah |
| 1974-1975 | ES Tunis        | 1 - 2 | Club africain |                                               |                                                        | Stade olympique d'El Menzah |
| 1975-1976 | Club africain   | 1 - 0 | ES Tunis      |                                               |                                                        | Stade olympique d'El Menzah |
| 1975-1976 | ES Tunis        | 0 - 1 | Club africain |                                               |                                                        | Stade olympique d'El Menzah |
| 1976-1977 | ES Tunis        | 1 - 1 | Club africain |                                               |                                                        | Stade olympique d'El Menzah |
| 1976-1977 | Club africain   | 4 - 3 | ES Tunis      |                                               |                                                        | Stade olympique d'El Menzah |
| 1977-1978 | ES Tunis        | 0 - 0 | Club africain |                                               |                                                        | Stade olympique d'El Menzah |
| 1977-1978 | Club africain   | 5 - 2 | ES Tunis      |                                               |                                                        | Stade olympique d'El Menzah |
| 1978-1979 | ES Tunis        | 0 - 1 | Club africain |                                               |                                                        | Stade olympique d'El Menzah |
| 1978-1979 | Club africain   | 1 - 0 | ES Tunis      |                                               |                                                        | Stade olympique d'El Menzah |
| 1979-1980 | ES Tunis        | 0 - 0 | Club africain |                                               |                                                        | Stade olympique d'El Menzah |
| 1979-1980 | Club africain   | 0 - 0 | ES Tunis      |                                               |                                                        | Stade olympique d'El Menzah |
| 1980-1981 | ES Tunis        | 1 - 1 | Club africain |                                               |                                                        | Stade olympique d'El Menzah |
| 1980-1981 | Club africain   | 0 - 1 | ES Tunis      |                                               |                                                        | Stade olympique d'El Menzah |
| 1981-1982 | ES Tunis        | 1 - 1 | Club africain |                                               |                                                        | Stade olympique d'El Menzah |
| 1981-1982 | ES Tunis        | 2 - 0 | Club africain |                                               |                                                        | Stade olympique d'El Menzah |
| 1982-1983 | Club africain   | 1 - 1 | ES Tunis      |                                               |                                                        | Stade olympique d'El Menzah |
| 1982-1983 | Club africain   | 3 - 1 | ES Tunis      |                                               |                                                        | Stade olympique d'El Menzah |
| 1983-1984 | ES Tunis        | 0 - 0 | Club africain |                                               |                                                        | Stade olympique d'El Menzah |
| 1983-1984 | Club africain   | 2 - 1 | ES Tunis      |                                               |                                                        | Stade olympique d'El Menzah |
| 1984-1985 | Club africain   | 5 - 1 | ES Tunis      |                                               |                                                        | Stade olympique d'El Menzah |
| 1984-1985 | ES Tunis        | 1 - 0 | Club africain |                                               |                                                        | Stade olympique d'El Menzah |
| 1985-1986 | Club africain   | 0 - 0 | ES Tunis      |                                               |                                                        | Stade olympique d'El Menzah |
| 1985-1986 | ES Tunis        | 2 - 1 | Club africain |                                               |                                                        | Stade olympique d'El Menzah |
| 1986-1987 | Club africain   | 1 - 1 | ES Tunis      |                                               |                                                        | Stade olympique d'El Menzah |
| 1986-1987 | ES Tunis        | 1 - 1 | Club africain |                                               |                                                        | Stade olympique d'El Menzah |
| 1987-1988 | Club africain   | 1 - 1 | ES Tunis      |                                               |                                                        | Stade olympique d'El Menzah |
| 1987-1988 | ES Tunis        | 0 - 0 | Club africain |                                               |                                                        | Stade olympique d'El Menzah |
| 1988-1989 | Club africain   | 2 - 0 | ES Tunis      |                                               |                                                        | Stade olympique d'El Menzah |
| 1988-1989 | ES Tunis        | 2 - 0 | Club africain |                                               |                                                        | Stade olympique d'El Menzah |
| 1989-1990 | ES Tunis        | 4 - 2 | Club africain |                                               |                                                        | Stade olympique d'El Menzah |
| 1989-1990 | Club africain   | 1 - 1 | ES Tunis      |                                               |                                                        | Stade olympique d'El Menzah |
| 1990-1991 | Club africain   | 3 - 0 | ES Tunis      |                                               |                                                        | Stade olympique d'El Menzah |
| 1990-1991 | ES Tunis        | 0 - 0 | Club africain |                                               |                                                        | Stade olympique d'El Menzah |
| 1991-1992 | Club africain   | 0 - 0 | ES Tunis      |                                               |                                                        | Stade olympique d'El Menzah |
| 1991-1992 | ES Tunis        | 1 - 2 | Club africain |                                               |                                                        | Stade olympique d'El Menzah |
| 1992-1993 | Club africain   | 2 - 2 | ES Tunis      |                                               |                                                        | Stade olympique d'El Menzah |
| 1992-1993 | ES Tunis        | 2 - 1 | Club africain |                                               |                                                        | Stade olympique d'El Menzah |
| 1993-1994 | Club africain   | 2 - 2 | ES Tunis      |                                               |                                                        | Stade olympique d'El Menzah |
| 1993-1994 | ES Tunis        | 2 - 0 | Club africain |                                               |                                                        | Stade olympique d'El Menzah |
| 1994-1995 | Club africain   | 1 - 1 | ES Tunis      |                                               |                                                        | Stade olympique d'El Menzah |
| 1994-1995 | ES Tunis        | 4 - 0 | Club africain | Berrekhissa 11e 53e, Hamrouni 45e, Thabet 65e |                                                        | Stade olympique d'El Menzah |
| 1995-1996 | Club africain   | 1 - 1 | ES Tunis      |                                               |                                                        | Stade olympique d'El Menzah |
| 1995-1996 | ES Tunis        | 0 - 0 | Club africain |                                               |                                                        | Stade olympique d'El Menzah |
| 1996-1997 | Club africain   | 0 - 2 | ES Tunis      |                                               | Jaïdi 48e, Laaroussi 74e                               | Stade olympique d'El Menzah |
| 1996-1997 | ES Tunis        | 1 - 0 | Club africain |                                               |                                                        | Stade olympique d'El Menzah |
| 1997-1998 | Club africain   | 1 - 1 | ES Tunis      |                                               |                                                        | Stade olympique d'El Menzah |
| 1997-1998 | ES Tunis        | 1 - 2 | Club africain |                                               |                                                        | Stade olympique d'El Menzah |
| 1998-1999 | Club africain   | 0 - 1 | ES Tunis      |                                               |                                                        | Stade olympique d'El Menzah |
| 1998-1999 | ES Tunis        | 4 - 0 | Club africain | Agoye 19, Thabet ?, Zitouni 67e               |                                                        | Stade olympique d'El Menzah |
| 1999-2000 | ES Tunis        | 4 - 0 | Club africain |                                               |                                                        | Stade olympique d'El Menzah |
| 1999-2000 | Club africain   | 1 - 2 | ES Tunis      |                                               |                                                        | Stade olympique d'El Menzah |
| 2000-2001 | ES Tunis        | 2 - 0 | Club africain |                                               |                                                        | Stade olympique de Radès    |
| 2000-2001 | Club africain   | 1 - 1 | ES Tunis      |                                               |                                                        | Stade olympique de Radès    |
| 2001-2002 | ES Tunis        | 3 - 0 | Club africain | Traoré 18e 66e, Aleluia (en) 57e (pen.)       |                                                        | Stade olympique de Radès    |
| 2001-2002 | Club africain   | 1 - 2 | ES Tunis      | Badara 15e                                    | Melki 23e, Zaalani 47e (csc)                           | Stade olympique de Radès    |
| 2002-2003 | ES Tunis        | 2 - 0 | Club africain | Traoré ?                                      |                                                        | Stade olympique de Radès    |
| 2002-2003 | Club africain   | 0 - 1 | ES Tunis      |                                               |                                                        | Stade olympique de Radès    |
| 2003-2004 | ES Tunis        | 0 - 0 | Club africain |                                               |                                                        | Stade olympique d'El Menzah |
| 2003-2004 | Club africain   | 1 - 1 | ES Tunis      |                                               |                                                        | Stade olympique de Radès    |
| 2004-2005 | ES Tunis        | 1 - 1 | Club africain |                                               |                                                        | Stade olympique de Radès    |
| 2004-2005 | Club africain   | 2 - 2 | ES Tunis      | Traoré 31e, Chaabani 87e                      | Chaabani 23e (csc), Kasdaoui 45e                       | Stade olympique de Radès    |
| 2005-2006 | ES Tunis        | 2 - 0 | Club africain | Jabeur 49e, Ltifi 83e                         |                                                        | Stade olympique de Radès    |
| 2005-2006 | Club africain   | 1 - 2 | ES Tunis      |                                               |                                                        | Stade olympique de Radès    |
| 2006-2007 | ES Tunis        | 1 - 1 | Club africain |                                               |                                                        | Stade olympique de Radès    |
| 2006-2007 | Club africain   | 1 - 0 | ES Tunis      | Pokong 89e                                    |                                                        | Stade olympique de Radès    |
| 2007-2008 | Club africain   | 1 - 0 | ES Tunis      |                                               |                                                        | Stade olympique de Radès    |
| 2007-2008 | Club africain   | 1 - 0 | ES Tunis      |                                               |                                                        | Stade olympique de Radès    |
| 2008-2009 | ES Tunis        | 2 - 2 | Club africain | Eneramo 22e (pen.), Darragi 28e               | Tchalla 15e 18e                                        | Stade olympique de Radès    |
| 2008-2009 | Club africain   | 3 - 0 | ES Tunis      | Z. Dhaouadi 27e, Sellami 53e (pen.) 59e       |                                                        | Stade olympique de Radès    |
| 2009-2010 | ES Tunis        | 1 - 1 | Club africain | Bienvenu 24e                                  | Amri 59e                                               | Stade olympique de Radès    |
| 2009-2010 | Club africain   | 0 - 0 | ES Tunis      |                                               |                                                        | Stade olympique d'El Menzah |
| 2010-2011 | ES Tunis        | 2 - 2 | Club africain | Z. Dhaouadi 29e, Aouadhi 84e                  | Eneramo 24e (pen.), Hichri 89e                         | Stade olympique de Radès    |
| 2010-2011 | ES Tunis        | 2 - 1 | Club africain | Darragi 1re, Msakni 73e                       | Ben Yahia 58e                                          | Stade olympique de Radès    |
| 2011-2012 | Club africain   | 1 - 2 | ES Tunis      | Ndouassel 41e                                 | Msakni 71e, Aouadhi 80e                                | Stade olympique d'El Menzah |
| 2011-2012 | ES Tunis        | 3 - 2 | Club africain | Msakni 11e 39e, N'Djeng 57e                   | Zitouni 14e, Jaziri 90+4e                              | Stade olympique de Radès    |
| 2012-2013 | Club africain   | 2 - 1 | ES Tunis      | Hedhli 45+3e, Djabou 47e                      | N'Djeng 77e                                            | Stade olympique de Radès    |
| 2012-2013 | ES Tunis        | 3 - 1 | Club africain | Afful 8e, C. Dhaouadi 39e, Belaïli 48e        | Ifa 16e (pen.)                                         | Stade olympique de Radès    |
| 2012-2013 | ES Tunis        | 1 - 0 | Club africain | Aouadhi 64e                                   |                                                        | Stade olympique de Radès    |
| 2012-2013 | Club africain   | 0 - 1 | ES Tunis      |                                               | Ragued 82e                                             | Stade olympique de Radès    |
| 2013-2014 | Club africain   | 2 - 0 | ES Tunis      | Z. Dhaouadi 25e 84e                           |                                                        | Stade olympique de Radès    |
| 2013-2014 | ES Tunis        | 2 - 0 | Club africain | C. Dhaouadi 15e, Jouini 65e                   |                                                        | Stade olympique de Radès    |
| 2014-2015 | ES Tunis        | 2 - 2 | Club africain | N'Djeng 80e 88e                               | Djabou 15e, Belaïd 57e                                 | Stade olympique de Radès    |
| 2014-2015 | Club africain   | 1 - 0 | ES Tunis      | Meniaoui 42e                                  |                                                        | Stade olympique de Radès    |
| 2015-2016 | Club africain   | 0 - 2 | ES Tunis      |                                               | Ben Youssef 78e, Mhirsi 89e                            | Stade olympique de Radès    |
| 2015-2016 | ES Tunis        | 2 - 1 | Club africain | C. Dhaouadi 45e, Jouini 79e                   | Ayadi 35e                                              | Stade olympique de Radès    |
| 2016-2017 | ES Tunis        | 1 - 1 | Club africain | Badri 3e                                      | Chenihi 20e                                            | Stade olympique de Radès    |
| 2016-2017 | Club africain   | 1 - 0 | ES Tunis      | Khalifa 90e                                   |                                                        | Stade olympique de Radès    |
| 2016-2017 | ES Tunis        | 2 - 1 | Club africain | Bguir 22e, Badri 66e                          | Chenihi 71e                                            | Stade olympique de Radès    |
| 2016-2017 | Club africain   | 0 - 2 | ES Tunis      |                                               | Khenissi 8e, Ben Youssef 40e                           | Stade olympique de Radès    |
| 2017-2018 | ES Tunis        | 1 - 0 | Club africain | Sassi 41e (pen.)                              |                                                        | Stade olympique de Radès    |
| 2017-2018 | Club africain   | 2 - 1 | ES Tunis      | Ben Yahia 45e, Belaïd 66e                     | Ben-Hatira 6e                                          | Stade olympique de Radès    |
| 2018-2019 | ES Tunis        | 2 - 1 | Club africain | Khenissi 16e 56e                              | Chamakhi 27e                                           | Stade Mustapha-Ben-Jannet   |
| 2018-2019 | Club africain   | 2 - 1 | ES Tunis      | Chamakhi 30e, Haddad 56e                      | Bguir 44e                                              | Stade olympique de Radès    |
| 2019-2020 | ES Tunis        | 2 - 1 | Club africain | Khenissi 29e (pen.), Coulibaly 82e            | Jaziri 42e                                             | Stade olympique de Radès    |
| 2019-2020 | Club africain   | 0 - 0 | ES Tunis      |                                               |                                                        | Stade olympique de Radès    |
| 2020-2021 | ES Tunis        | 1 - 0 | Club africain | Badri 76e                                     |                                                        | Stade olympique de Radès    |
| 2020-2021 | Club africain   | 1 - 1 | ES Tunis      | Chamakhi 82e                                  | Ben Romdhane 89e                                       | Stade olympique de Radès    |
| 2021-2022 | Club africain   | 0 - 0 | ES Tunis      |                                               |                                                        | Stade olympique de Radès    |
| 2021-2022 | ES Tunis        | 3 - 1 | Club africain | Tougaï 20e, Coulibaly 44e, Elhouni 92e        | Dhaouadi 33e (pen.)                                    | Stade olympique de Radès    |
| 2022-2023 | Club africain   | 1 - 0 | ES Tunis      | Labidi 81e                                    |                                                        | Stade olympique de Radès    |
| 2022-2023 | ES Tunis        | 0 - 0 | Club africain |                                               |                                                        | Stade olympique de Radès    |
| 2023-2024 | ES Tunis        | 1 - 0 | Club africain | Rodrigo Rodrigues 8e                          |                                                        | Stade olympique de Radès    |
| 2023-2024 | Club africain   | 1 - 2 | ES Tunis      | Eduwo 90e (pen.)                              | Yann Sasse 3e, Rodrigo Rodrigues 26e                   | Stade olympique de Radès    |
| 2024-2025 | ES Tunis        | 2 - 2 | Club africain |                                               |                                                        | Stade olympique de Radès    |
| 2024-2025 | Club africain   | 1 - 3 | ES Tunis      | Labidi                                        | Jelassi 12e, Rodrigo Rodrigues 85e, Achref Jabri 90+2e | Stade olympique de Radès    |

### Coupe de Tunisie
| Saison | Tours               | Club à domicile | Score          | Club visiteur | Buteur(s) du club à domicile                | Buteur(s) du club visiteur | Stade                       |
| ------ | ------------------- | --------------- | -------------- | ------------- | ------------------------------------------- | -------------------------- | --------------------------- |
| 1965   | Huitièmes de finale | Club africain   | 1 - 0          | ES Tunis      |                                             |                            | Stade Chedly-Zouiten        |
| 1966   | Huitièmes de finale | ES Tunis        | 0 - 0          | Club africain |                                             |                            | Stade Chedly-Zouiten        |
| 1966   | Huitièmes de finale | Club africain   | 2 - 0          | ES Tunis      |                                             |                            | Stade Chedly-Zouiten        |
| 1967   | Quarts de finale    | ES Tunis        | 2 - 2          | Club africain |                                             |                            | Stade olympique d'El Menzah |
| 1967   | Quarts de finale    | Club africain   | 1 - 0          | ES Tunis      |                                             |                            | Stade olympique d'El Menzah |
| 1969   | Finale              | Club africain   | 2 - 0          | ES Tunis      | Rahmouni 30e, Chaïbi 54e                    |                            | Stade olympique d'El Menzah |
| 1970   | Huitièmes de finale | ES Tunis        | 1 - 1          | Club africain |                                             |                            | Stade olympique d'El Menzah |
| 1970   | Huitièmes de finale | Club africain   | 2 - 0          | ES Tunis      |                                             |                            | Stade olympique d'El Menzah |
| 1976   | Finale              | ES Tunis        | 1 - 1          | Club africain | Gobantini ?                                 | Abada ?                    | Stade olympique d'El Menzah |
| 1976   | Finale              | Club africain   | 0 - 0          | ES Tunis      |                                             |                            | Stade olympique d'El Menzah |
| 1980   | Finale              | ES Tunis        | 2 - 0          | Club africain | Gobantini 33e, Feddou 54e                   |                            | Stade olympique d'El Menzah |
| 1983   | Quarts de finale    | Club africain   | 3 - 1          | ES Tunis      |                                             |                            | Stade olympique d'El Menzah |
| 1986   | Finale              | ES Tunis        | 0 - 0 (4 - 1)  | Club africain |                                             |                            | Stade olympique d'El Menzah |
| 1989   | Finale              | ES Tunis        | 2 - 0          | Club africain | Dhiab 1re, Ben Yahia 89e                    |                            | Stade olympique d'El Menzah |
| 1992   | Huitièmes de finale | Club africain   | 1 - 0          | ES Tunis      |                                             |                            | Stade olympique d'El Menzah |
| 1996   | Quarts de finale    | ES Tunis        | 1 - 0          | Club africain | Nouira 84e                                  |                            | Stade olympique d'El Menzah |
| 1998   | Demi-finale         | Club africain   | 1 - 0          | ES Tunis      |                                             |                            | Stade olympique d'El Menzah |
| 1999   | Finale              | ES Tunis        | 2 - 1          | Club africain | Jaïdi 21e, Gabsi 118e                       | Limam 90e (pen.)           | Stade olympique d'El Menzah |
| 2005   | Demi-finale         | ES Tunis        | 4 - 0          | Club africain | Marcos 14e 18e, Zaiem 31e (pen.), Jemâa 87e |                            | Stade olympique de Radès    |
| 2006   | Finale              | ES Tunis        | 2 - 2 ( 5 - 4) | Club africain | Eneramo 8e, Zaiem 47e                       | Ghannem 24e, Bargougui 73e | Stade olympique de Radès    |
| 2008   | Seizièmes de finale | Club africain   | 1 - 2          | ES Tunis      | Rhifi 64e                                   | Derbali 51e, Eneramo 90+5e | Stade olympique d'El Menzah |
| 2016   | Finale              | Club africain   | 0 - 2          | ES Tunis      |                                             | Khenissi 50e, Rejaibi 54e  | Stade olympique de Radès    |

### Coupe de la Ligue
| Saison | Club à domicile | Score | Club visiteur | Buteur(s) du club à domicile | Buteur(s) du club visiteur | Stade                       |
| ------ | --------------- | ----- | ------------- | ---------------------------- | -------------------------- | --------------------------- |
| 2007   | ES Tunis        | 3 - 1 | Club africain |                              |                            | Stade olympique d'El Menzah |
| 2007   | Club africain   | 0 - 2 | ES Tunis      |                              |                            | Stade olympique d'El Menzah |

### Supercoupe de Tunisie
| Saison | Club à domicile | Score | Club visiteur | Buteur(s) du club à domicile | Buteur(s) du club visiteur | Stade                       |
| ------ | --------------- | ----- | ------------- | ---------------------------- | -------------------------- | --------------------------- |
| 1970   | Club africain   | 1 - 0 | ES Tunis      |                              |                            | Stade olympique d'El Menzah |
| 1979   | Club africain   | 1 - 0 | ES Tunis      |                              |                            | Stade olympique d'El Menzah |

## Statistiques
| Compétition            | Matchs | Victoires | Victoires     | Matchs nuls | Buts     | Buts          |
| Compétition            | Matchs | ES Tunis  | Club africain | Matchs nuls | ES Tunis | Club africain |
| ---------------------- | ------ | --------- | ------------- | ----------- | -------- | ------------- |
| Championnat de Tunisie | 142    | 58        | 33            | 51          | 174      | 130           |

### Meilleurs buteurs
1. Hassen Bayou (Club africain) : 9 buts
2. Chedly Laaouini et Abdeljabar Machouche (Espérance sportive de Tunis) : 7 buts
3. Hédi Bayari (Club africain) : 6 buts
4. Mohamed Salah Jedidi et Zouhaier Dhaouadi (Club africain), Ayadi Hamrouni et Taha Yassine Khenissi (Espérance sportive de Tunis) : 5 buts

### Participations
1. Wissem Ben Yahia (Club africain) : 31 derbies
2. Tarak Dhiab (Espérance sportive de Tunis) : 29 derbies
3. Sadok Sassi (Club africain) et Khaled Ben Yahia (Espérance sportive de Tunis) : 27 derbies
4. Nabil Maâloul (Espérance sportive de Tunis et Club africain) : 26 derbies (24 avec l'EST et deux avec le Club africain)
5. Chokri El Ouaer (Espérance sportive de Tunis) : 24 derbies

La plus grande série sans défaite reste à l'actif de l'Espérance sportive de Tunis avec une série de vingt matchs sans défaite (quatorze victoires dont onze en championnat et trois en coupe, et six nuls en championnat) entre 1998 et 2007.
Dans l'histoire des derbies, trente penalties sont sifflés : 22 en faveur de l'Espérance sportive de Tunis (quinze réussis et sept ratés) et huit pour le Club africain (sept réussis et un raté).

## D'un club à l'autre
En raison de l'intense rivalité entre les deux clubs, peu de joueurs ont osé jouer à la fois pour le Club africain et l'Espérance de Tunis au cours de leur carrière.
À part Mohamed Bachtobji, Mohamed Ali Yaakoubi, Ali Abdi et Rached Arfaoui tous les autres ont transité par d'autres clubs, que ce soit en Tunisie ou à l'étranger, avant de jouer avec le Club africain ou l'Espérance sportive de Tunis, Rached Arfaoui étant le seul joueur à effectuer cette transition à deux reprises en jouant pour le Club africain, passant indirectement à l'Espérance de Tunis puis revenant directement au Club africain.

### Club africain puis Espérance de Tunis
- Ahmed Akaichi
- Mohamed Bachtobji
- Borhene Ghannem
- Walid Hichri
- Dramane Traoré
- Khaled Mouelhi
- Karim Aouadhi
- Riadh Jelassi
- Seifeddine Akremi
- Mohamed Ali Yaakoubi
- Hichem Belkaroui
- Chaker Rguiî
- Rached Arfaoui

### Espérance de Tunis puis Club africain
- Slama Kasdaoui
- Anis Amri
- Khaled Korbi
- Nabil Maâloul
- Mohamed Torkhani
- Skander Cheikh
- Foued Slama
- Saber Khalifa
- Ali Abdi
- Oussama Darragi
- Kingsley Eduwo
- Rached Arfaoui
- Tayeb Meziani